# Gary Goodridge
Gary Henry Goodridge (Saint James, 17 gennaio 1966) è un ex kickboxer ed ex lottatore di arti marziali miste trinidadiano naturalizzato canadese.
Soprannominato "Big Daddy", ha vinto il torneo K-1 World Grand Prix 2005 in Hawaii.
Come lottatore di MMA ha vinto il primo torneo International Vale Tudo, è stato finalista del torneo UFC 8 e semifinalista del torneo UFC 10.
È considerato un pioniere degli sport da combattimento, ed ha combattuto nelle migliori organizzazioni mondiali di kickboxing e MMA quali K-1, UFC, Pride e Affliction.

## Risultati nelle arti marziali miste
| Risultato | Record  | Avversario               | Metodo                           | Evento                                 | Data              | Round | Tempo | Città                      | Note                                            |
| --------- | ------- | ------------------------ | -------------------------------- | -------------------------------------- | ----------------- | ----- | ----- | -------------------------- | ----------------------------------------------- |
| Sconfitta | 23–22-1 | Lyubomir Simeonov        | KO Tecnico (pugni)               | Bulgarian MMA Federation: Warriors 18  | 17 dicembre 2010  | 1     | 3:01  | Sofia, Bulgaria            |                                                 |
| Sconfitta | 23–21-1 | Pedro Rizzo              | KO Tecnico (ritiro)              | Washington Combat                      | 15 maggio 2010    | 2     | 5:00  | Washington, Stati Uniti    |                                                 |
| Sconfitta | 23–20-1 | Gegard Mousasi           | KO Tecnico (pugni)               | Dynamite!! 2009                        | 31 dicembre 2009  | 1     | 1:34  | Saitama, Giappone          |                                                 |
| Sconfitta | 23–19-1 | Alistair Overeem         | Sottomissione (kimura)           | United Glory 10                        | 9 novembre 2008   | 1     | 1:47  | Arnhem, Paesi Bassi        |                                                 |
| Sconfitta | 23–18-1 | Paul Buentello           | Decisione (unanime)              | Affliction: Banned                     | 19 luglio 2008    | 3     | 5:00  | Anaheim, Stati Uniti       |                                                 |
| Sconfitta | 23–17-1 | Terroll Dees             | Decisione (unanime)              | Iroquois MMA Championships 4           | 21 giugno 2008    | 3     | 5:00  | Ontario, Canada            |                                                 |
| Sconfitta | 23–16-1 | Choi Mu-Bae              | KO (pugno)                       | The Khan 1                             | 30 marzo 2008     | 2     | 2:40  | Seul, Corea del Sud        |                                                 |
| Vittoria  | 23–15-1 | Jan Nortje               | KO Tecnico (pugni)               | Hero's 8                               | 12 marzo 2007     | 1     | 3:00  | Nagoya, Giappone           |                                                 |
| Vittoria  | 22–15-1 | Tadas Rimkevičius        | KO Tecnico (pugni)               | Hero's Lithuania 2006                  | 11 novembre 2006  | 1     | 4:31  | Vilnius, Lituania          |                                                 |
| Sconfitta | 21–15-1 | Heath Herring            | KO Tecnico (pugni)               | Hero's 4                               | 15 marzo 2006     | 2     | 1:55  | Tokyo, Giappone            |                                                 |
| Vittoria  | 21–14-1 | Alan Karaev              | Sottomissione (strangolamento)   | Hero's 1                               | 26 marzo 2005     | 1     | 2:58  | Saitama, Giappone          |                                                 |
| Vittoria  | 20–14-1 | Sylvester Terkay         | KO Tecnico (pugni)               | K-1 MMA ROMANEX                        | 22 maggio 2004    | 1     | 1:22  | Saitama, Giappone          |                                                 |
| Vittoria  | 19–14-1 | Don Frye                 | KO (calcio alla testa)           | Pride Shockwave 2003                   | 31 dicembre 2003  | 1     | 0:39  | Saitama, Giappone          |                                                 |
| Vittoria  | 18–14-1 | Dan Bobish               | KO Tecnico (pugni)               | Pride Final Conflict 2003              | 9 novembre 2003   | 1     | 0:18  | Tokyo, Giappone            |                                                 |
| Sconfitta | 17–14-1 | Fedor Emelianenko        | KO Tecnico (soccer kick e pugni) | Pride Total Elimination 2003           | 10 agosto 2003    | 1     | 1:09  | Saitama, Giappone          |                                                 |
| Vittoria  | 17–13-1 | Lloyd van Dams           | KO Tecnico (pugni)               | Pride Shockwave                        | 28 agosto 2002    | 1     | 3:39  | Tokyo, Giappone            |                                                 |
| Vittoria  | 16–13-1 | Achmed Labasanov         | Decisione (non unanime)          | Pride 21: Demolition                   | 23 giugno 2002    | 3     | 5:00  | Saitama, Giappone          |                                                 |
| Parità    | 15–13-1 | Ebenezer Fontes Braga    | Parità                           | Inoki Bom-Ba-Ye 2001                   | 31 dicembre 2001  | 5     | 3:00  | Saitama, Giappone          |                                                 |
| Vittoria  | 15–13   | Yoshiaki Yatsu           | KO Tecnico (stop dall'angolo)    | Pride 16: Beasts From the East         | 24 settembre 2001 | 1     | 3:03  | Osaka, Giappone            |                                                 |
| Vittoria  | 14–13   | Jan Nortje               | Sottomissione (armbar)           | K-1 Andy Memorial 2001 Japan GP Final  | 19 agosto 2001    | 1     | 1:11  | Saitama, Giappone          |                                                 |
| Sconfitta | 13–13   | Antônio Rodrigo Nogueira | Sottomissione (triangolo)        | Pride 15: Raging Rumble                | 29 luglio 2001    | 1     | 2:37  | Saitama, Giappone          |                                                 |
| Vittoria  | 13–12   | Valentijn Overeem        | Sottomissione (ginocchiata)      | Pride 14: Clash of the Titans          | 27 maggio 2001    | 1     | 2:39  | Yokohama, Giappone         |                                                 |
| Vittoria  | 12–12   | Bob Schrijber            | Sottomissione (kneebar)          | 2 Hot 2 Handle 2                       | 18 marzo 2001     | 1     | 2:32  | Rotterdam, Paesi Bassi     |                                                 |
| Vittoria  | 11–12   | Yoshiaki Yatsu           | KO Tecnico (pugni)               | Pride 11: Battle of the Rising Sun     | 31 ottobre 2000   | 1     | 8:58  | Osaka, Giappone            |                                                 |
| Sconfitta | 10–12   | Gilbert Yvel             | KO (calcio alla testa)           | Pride 10: Return of the Warriors       | 27 agosto 2000    | 1     | 0:28  | Saitama, Giappone          |                                                 |
| Sconfitta | 10–11   | Ricco Rodriguez          | Decisione (unanime)              | Pride 9: New Blood                     | 4 giugno 2000     | 2     | 10:00 | Nagoya, Giappone           |                                                 |
| Sconfitta | 10–10   | Ihor Vovčančyn           | KO Tecnico (pugni)               | Pride Grand Prix 2000 Finals           | 1º maggio 2000    | 1     | 10:14 | Tokyo, Giappone            | Pride Grand Prix 2000, Quarti di finale         |
| Vittoria  | 10–9    | Osamu Kawahara           | Sottomissione (strangolamento)   | Pride Grand Prix 2000 Opening Round    | 20 gennaio 2000   | 1     | 0:51  | Tokyo, Giappone            | Pride Grand Prix 2000, Primo turno              |
| Sconfitta | 9–9     | Tom Erikson              | Decisione (unanime)              | Pride 8                                | 21 novembre 1999  | 2     | 10:00 | Tokyo, Giappone            |                                                 |
| Sconfitta | 9–8     | Naoya Ogawa              | Sottomissione (keylock)          | Pride 6                                | 4 luglio 1999     | 2     | 0:36  | Yokohama, Giappone         |                                                 |
| Vittoria  | 9–7     | Andre Roberts            | Sottomissione (pugno)            | UFC 19: Ultimate Young Guns            | 5 marzo 1999      | 1     | 0:43  | Bay St. Louis, Stati Uniti |                                                 |
| Sconfitta | 8–7     | Ihor Vovčančyn           | KO Tecnico (pugni)               | Pride 4                                | 11 ottobre 1998   | 1     | 1:40  | Tokyo, Giappone            |                                                 |
| Vittoria  | 8–6     | Amir Rahnavardi          | KO (pugni)                       | Pride 3                                | 24 giugno 1998    | 1     | 7:22  | Tokyo, Giappone            |                                                 |
| Sconfitta | 7–6     | Marco Ruas               | Sottomissione (heel hook)        | Pride 2                                | 15 marzo 1998     | 1     | 9:09  | Yokohama, Giappone         |                                                 |
| Vittoria  | 7–5     | Oleg Taktarov            | KO (pugno)                       | Pride 1                                | 11 ottobre 1997   | 1     | 4:57  | Tokyo, Giappone            | Debutto in Pride                                |
| Vittoria  | 6–5     | Pedro Otavio             | KO Tecnico (pugni e ginocchiate) | International Vale Tudo Championship 1 | 6 luglio 1997     | 1     | 16:15 | Brasile                    | Vince il torneo IVC 1                           |
| Vittoria  | 5–5     | Cal Worsham              | Sottomissione (keylock)          | International Vale Tudo Championship 1 | 6 luglio 1997     | 1     | 0:43  | Brasile                    | Torneo IVC 1, Semifinale                        |
| Vittoria  | 4–5     | Augusto Menezes Santos   | Sottomissione (relógio choke)    | International Vale Tudo Championship 1 | 6 luglio 1997     | 1     | 0:32  | Brasile                    | Torneo IVC 1, Quarti di finale                  |
| Sconfitta | 3–5     | Mario Neto               | Sottomissione                    | Universal Vale Tudo Fighting 6         | 3 marzo 1997      | 1     | 6:02  | Brasile                    |                                                 |
| Sconfitta | 3–4     | Don Frye                 | Sottomissione (sfinimento)       | Ultimate Ultimate 1996                 | 7 dicembre 1996   | 1     | 11:19 | Birmingham, Stati Uniti    | Torneo Ultimate Ultimate 1996, Quarti di finale |
| Sconfitta | 3–3     | Mark Coleman             | Sottomissione (sfinimento)       | UFC 10: The Tournament                 | 12 luglio 1996    | 1     | 7:00  | Birmingham, Stati Uniti    | Torneo UFC 10, Semifinale                       |
| Vittoria  | 3–2     | John Campatella          | KO Tecnico (pugni)               | UFC 10: The Tournament                 | 12 luglio 1996    | 1     | 1:28  | Birmingham, Stati Uniti    | Torneo UFC 10, Quarti di finale                 |
| Sconfitta | 2–2     | Mark Schultz             | KO Tecnico (ferita)              | UFC 9: Motor City Madness              | 17 maggio 1996    | 1     | 12:00 | Detroit, Stati Uniti       |                                                 |
| Sconfitta | 2–1     | Don Frye                 | Sottomissione (pugni)            | UFC 8: David vs. Goliath               | 16 febbraio 1996  | 1     | 5:31  | San Juan, Porto Rico       | Torneo UFC 8, Finale                            |
| Vittoria  | 2–0     | Jerry Bohlander          | KO (pugni)                       | UFC 8: David vs. Goliath               | 16 febbraio 1996  | 1     | 5:31  | San Juan, Porto Rico       | Torneo UFC 8, Semifinale                        |
| Vittoria  | 1–0     | Paul Herrera             | KO (gomitate)                    | UFC 8: David vs. Goliath               | 16 febbraio 1996  | 1     | 0:13  | San Juan, Porto Rico       | Torneo UFC 8, Quarti di finale                  |